# Sybra celebensis
Sybra celebensis es una especie de escarabajo del género Sybra, familia Cerambycidae. Fue descrita científicamente por Breuning en 1939.
Habita en isla de Borneo y Célebes. Mide 11,5-13,5 mm.